# Железняк Йосип Аронович
Желєзняк Йосип Аронович (18 травня 1918 — 26 грудня 1997) — український інженер-гідролог, доктор технічних наук, професор, завідувач лабораторії регулювання стоку Українського науко-дослідного гідрометеорологічного інституту.

## Біографія
Народився 18 травня 1918 р. в Олевську Житомирської області. Закінчив 1937 р. Київський геолого-розвідувальний технікум, у 1946 р. — Київський гідромеліоративний інститут за спеціальністю «гідротехніка».
У 1941–1945 рр. служив у лавах Радянської Армії, учасник Великої Вітчизняної війни.
Після закінчення у 1946–1949 рр. аспірантури в Інституті гідрології і гідротехніки АН УРСР працював в цьому інституті на посадах молодшого і старшого наукового співробітника, завідувача відділу (з 1954 р.). У 1963–1982 рр. — завідувач лабораторії регулювання стоку Українського науково-дослідного гідрометеорологічного інституту, з 1982 р. — старший науковий співробітник, консультант. Кандидатську дисертацію «Побудова річних гідрографів стоку малих річок УРСР» захистив у 1951 р. Докторську дисертацію «Регулювання паводкового стоку» за спеціальністю «гідравліка та інженерна гідрологія» — у 1968 р.

## Наукова діяльність
Проводив теоретичні та прикладні дослідження внутрішньорічного розподілу стоку, врахування регулюючого впливу водосховищ на паводковий стік. Виконав розрахунки руху хвиль попусків у нижніх б'єфах ГЕС, розрахунки регулювання паводкового стоку. Розробив математичну модель каскаду водосховищ Дніпра. Підготував 11 кандидатів наук.

## Наукові праці
- Внутрірічний розподіл стоку річок УРСР. — 1959.
- Регулирование паводочного стока. І і ІІ частини. — 1965.
- Инженерные расчеты движения паводочной волны в реках и водохранилищах. — 1973.
- Упрощенные способы расчета движения воды в реках и водохранилищах. Справочник по гидравлике. — 1984.